# Сальников, Сергей Иванович
Сергей Иванович Сальников (род. 1932) — советский хоккеист, футболист. Мастер спорта СССР.
В чемпионате СССР по хоккею с шайбой играл за ленинградские команды «Динамо» Ленинград (1952/53 — 1953/54), «Авангард» (1954/55), ДО / ОДО / СКВО / СКА (1955/56 — 1963/64). В сезоне 1963/64 играл во второй группе класса «А» за ленинградский «Спартак».
Возможно, играл в футбол за ленинградские «Кировец» (1955), ЛДО / СКА (1956, 1962), «Спартак» (1959), «Ильмень» Новгород (1961).